# Tomé Ferreira da Silva
Tomé Ferreira da Silva (ur. 17 maja 1961 w Cristina) – brazylijski duchowny katolicki, biskup São José do Rio Preto w latach 2012–2021.

## Życiorys

### Prezbiterat
1 stycznia 1987 otrzymał święcenia kapłańskie i został inkardynowany do diecezji Campanha. Pracował przede wszystkim jako duszpasterz parafialny, był także wicerektorem, a następnie rektorem filozoficznej części diecezjalnego seminarium.

### Episkopat
9 marca 2005 został mianowany biskupem pomocniczym archidiecezji São Paulo, ze stolicą tytularną Giufi. Sakry biskupiej udzielił mu 13 maja 2005 w rodzinnym mieście kardynał Cláudio Hummes. Jako biskup odpowiadał początkowo za region Ipiranga, był także wikariuszem generalnym archidiecezji oraz kierownikiem wydziału kurialnego ds. powołań, seminariów i misji.
26 września 2012 został mianowany biskupem diecezji São José do Rio Preto, zaś 16 listopada 2012 kanonicznie objął rządy. 18 sierpnia 2021, w związku z ujawnieniem nagrania o podłożu seksualnym z jego udziałem, papież Franciszek przyjął jego rezygnację z pełnionego urzędu.